# Wilhelm Schrader-Rottmers

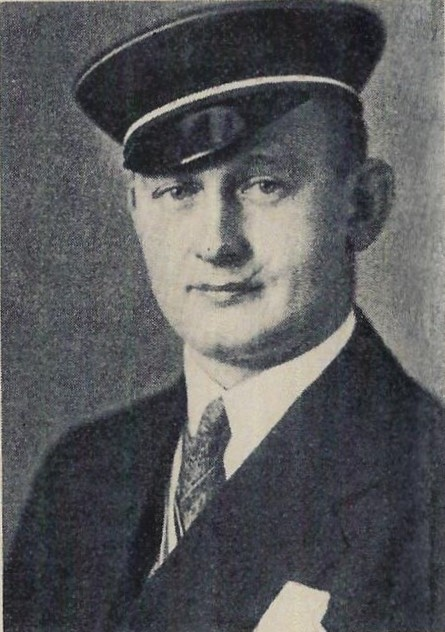
W. Schrader-Rottmers

Wilhelm Schrader-Rottmers (* 7. Januar 1909 in Hamburg; † 9. Dezember 1972 in Stade) war ein deutscher Jurist.

## Leben
Die Jugend verbrachte er auf dem väterlichen Gut Zehna in Mecklenburg. Er studierte an der Friedrichs-Universität Halle Rechtswissenschaft. 1930 im Corps Palaiomarchia recipiert, klammerte er dreimal die Erste Charge. Nach einem Wechsel an die Friedrich-Wilhelms-Universität zu Berlin beendete er das Studium verspätet, aber mit einem Prädikatsexamen. Er war dann im Vorbereitungsdienst als Gerichtsreferendar in Berlin-Friedenau tätig. 1937 wurde er in Halle zum Dr. iur. promoviert. Als Freiwilliger diente er 1935/1936 bei der bespannten Artillerie, die im Zweiten Weltkrieg zur Sturmartillerietruppe von Wehrmacht und Waffen-SS wurde. Als Oberleutnant und Batteriechef nahm er am Russlandfeldzug teil. In der Schlacht von Stalingrad wurde er schwer verwundet ausgeflogen. Von 1943 bis 1945 war er kommissarischer Bürgermeister in Schwedt/Oder. 1945 nahm er noch an den Kämpfen an der Oder teil. Nach dem Krieg war er zunächst als Rechtsanwalt in Hamburg tätig. Nach dem Gesetz zur Regelung der Rechtsverhältnisse der unter Artikel 131 des Grundgesetzes fallenden Personen wurde er als Richter am Verwaltungsgericht Stade in das Beamtenverhältnis auf Lebenszeit berufen.
Er war der Gründer des Vereins der ehemaligen Sturmartillerie, der sich alljährlich um Pfingsten in Karlstadt am Main traf. Dort entstand auf seine Initiative das Ehrenmal der Sturmartillerie. Zeitlebens übte er die Jagd aus.

## Ehrungen
- Ehrenblattspange des Heeres
- Ehrenmitglied des Corps Palaiomarchia-Masovia